# Yole de Ness

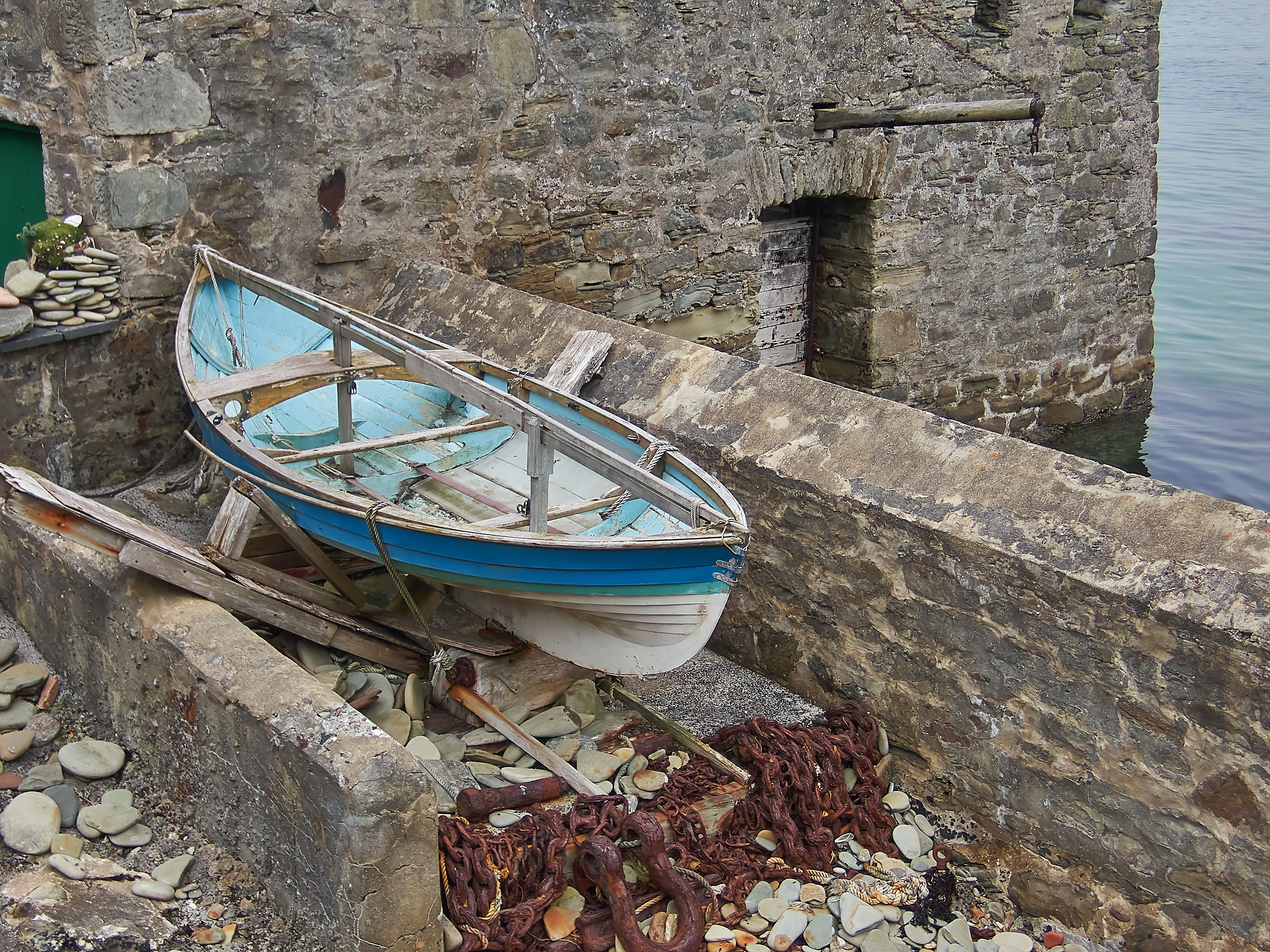
Un yoal à Lerwick : c'est un bateau de petite taille à rame et voile des îles Shetland.

Une yole de Ness, yoal ou ness yoal en anglais, est un type de bateau à rames et voile carrée, à bordage à clin et double terminaison. Il dérive de l'oselvar norvégien et est utilisé traditionnellement dans les îles Shetland (Écosse).
Un type équivalent mais de plus grande taille s’appelle le sixareen. Le terme yoal est apparenté à yawl et yole.

## Historique et usages

### Origines

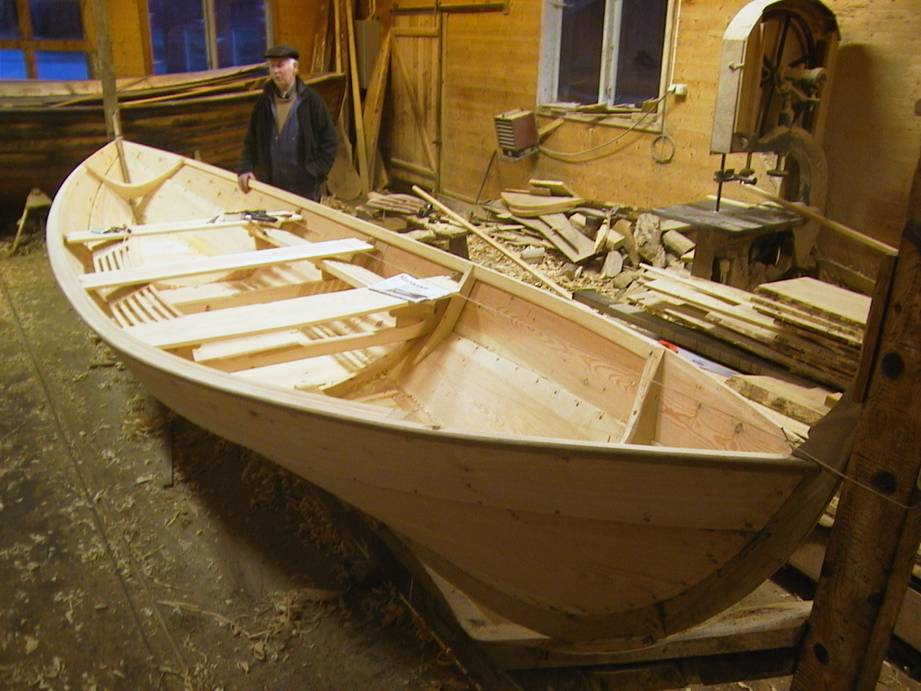
Oselvar en construction

Jusqu'en 1860 environ, les yoals étaient importés en kit de la région de Bergen en Norvège. Les petits bateaux en bois traditionnels étaient connus sous le nom de strandebarmer ou oselvar d’Os en Hordaland, en Norvège. Les bateaux en bois ont été démontés puis expédiés vers les îles Shetland. Au lieu d'envoyer des instructions de montage, c'étaient les constructeurs de bateaux norvégiens qui allaient les reconstruire. Cependant, l’augmentation des droits de douane a eu pour conséquence que les constructeurs des Shetland ont repris le bâtiment mais sont restés en grande partie fidèles à la conception norvégienne originale.

### Spécificités d'usage
Le yoal était le type de bateau principal utilisé sur la côte pour la pêche à la morue, lingue et de brosme, jusqu'à ce que les bancs de poissons déplacés plus loin en mer à la fin du XVIIe siècle, probablement en raison d'un changement de climat.
Bien que les yoals ne soient pas conçus pour naviguer au-delà des eaux côtières (à environ 10 miles de la côte), les pêcheurs des Shetland ont continué à les utiliser pour la pêche en eaux relativement profondes, accompagnées d’accidents et de pertes en vies humaines jusqu’à l’introduction, au milieu du XVIIIe siècle, du plus grand sixareen, conçu pour la pêche au large.

## Description

### Dimensions
Bien qu’il y ait eu quelques variations de taille, la longueur hors tout était généralement de 6,5–7 m (21 pieds-23 pieds), la longueur au niveau de la quille de 4,6 m (15 pieds), un hauteur de bord au milieu de navire de 0,5 m (21 pouces) et un maitre-bau de 1,5-1,6 m (5 pieds).

### Propulsion
Les yoals sont maneouvrés à la rame par trois hommes maniant une paire de rames chacun. Les hommes sont assis sur trois sièges appelés tafts qui reposent sur les trois principaux baands, ils peuvent caler leurs pieds contre un fitlinn, un morceau de bois disposé entre les baands.
Lorsque le vent soufflait par vent arrière ou au largue, une voile carrée est hissée sur un mât en bois amovible.

### Construction et lexicologie
Toutes les parties de ce type de bateau portent un nom, peut-être pour faciliter l'assemblage lorsqu'elles sont livrées sous forme de kit, ou pour faciliter la commande de pièces de rechange. Dans de nombreux cas, les noms des parties ont un rapport plus étroit avec l’usage norvégien que britannique. Le texte descriptif sur cette page nomme la plupart de ces parties.
Il y a six pièces de coque qui sont de la quille vers le haut :
- le gabbard straik ;
- le Hassen Straik ;
- le lower sool ;
- le upper sool ;
- le sand straik ;
- et le upper wup.

Les planches de bordages sont fixées, au cadre, à la poupe et à la proue, à trois grands cadres appelés baands, courbés à travers la quille entre les bordages mais non fixées à la quille, ce qui ajoute à la flexibilité du yoal.
Les baands divisent le bateau en quatre sections :
- la fore room, destinée aux magasins de matériel de pêche et voilerie,
- la mid room, pour le ballast,
- l'owsin room, laissé libre pour écoper en utilisant un owsekerri,
- et la shot room, où est stockée les prises.

Pour préserver le bordage de l'usure, au niveau de chaque aer (rame), un bloc de bois dur, le routh, est fixé par deux chevilles de bois appelé routh pins. La rame est calée sur une kabe, un piquet en bois dur, et maintenue par une corde appelée humlieband.

## Les yoals aujourd'hui

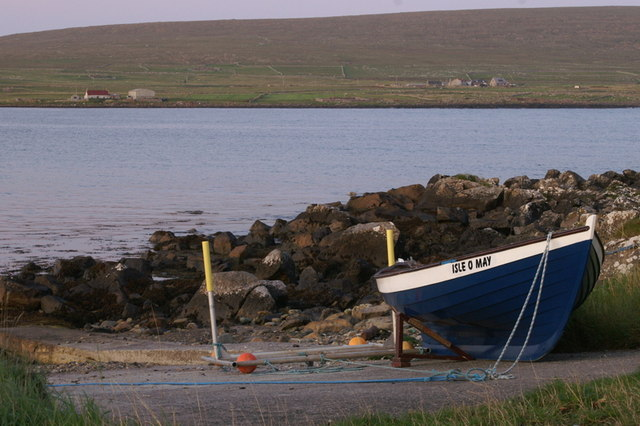
Yoal à Haroldswick (Shetland).

Dans les îles Shetland, il existe encore de nombreux navires traditionnels construits par George Johnson of Skelberry (Dunrossness), un des principaux constructeurs. Très peu d’entre eux sont encore utilisés régulièrement, bien qu’il en existe deux dans la marina de Virkie qui sont utilisés pour la pêche de loisir.
Ces dernières années, l'avènement des régates d'aviron yoal a donné lieu à une recrudescence de la construction de ces bateaux traditionnels. Les deux principaux constructeurs modernes de yoal sont Ian Best de Fair Isle et Tommy Isbister de Trondra.